# Schizolinnaea mirabilis
Schizolinnaea mirabilis là một loài ruồi trong họ Tachinidae.